# Felt (hip hop-gruppe)
 For alternative betydninger, se Felt. (Se også artikler, som begynder med Felt)
Felt er en amerikansk undergrunds-hip hop-duo bestående af Slug fra Atmosphere og Murs fra Living Legends.

## Stil
Alle gruppens album er navngivet efter skuespillerinder; Christina Ricci, Lisa Bonet og Rosie Perez.
Hvert album indeholder to sange navngivet efter berømtheder; Suzanne Vega, Rick James, Morris Day, Marvin Gaye, Kevin Spacey og Paul Reubens.

## Diskografi

### Studiealbum
- 2002: Felt: A Tribute to Christina Ricci
- 2005: Felt, Vol. 2: A Tribute to Lisa Bonet
- 2009 Felt 3: A Tribute to Rosie Perez

### Ep'er
- 2005: Dirty Girl
- 2005: Life Vegas EP